# Jordy Gaspar
Jordy Gaspar (Saint-Etienne, 23 april 1997) is een Franse voetballer. Gaspar is een verdediger die sinds 2020 onder contract staat bij Grenoble Foot 38.

## Carrière
Gaspar genoot zijn jeugdopleiding bij FC Vaulx-en-Velin en Olympique Lyon. Op 27 september 2016 maakte hij zijn officiële debuut in het eerste elftal van Lyon tijdens de Champions League-wedstrijd tegen Sevilla FC. Gaspar kreeg in deze wedstrijd een basisplaats en werd na 79 minuten vervangen door Rachid Ghezzal. Ook in de competitiewedstrijden tegen OGC Nice en SC Bastia kreeg hij een basisplaats.
In juni 2017 stapte hij over naar AS Monaco, dat hem meteen uitleende aan zusterclub Cercle Brugge. Na afloop van de uitleenbeurt bleef Gaspar nog twee seizoenen bij het B-elftal van AS Monaco spelen. In juli 2020 liet Monaco hem transfervrij vertrekken naar Grenoble Foot 38.